# Eberhard Gienger
Eberhard Gienger född den 21 juli 1951 i Künzelsau, Östtyskland, är en västtysk gymnast.
Han tog OS-brons i räck i samband med de olympiska gymnastiktävlingarna 1976 i Montréal.